# Территория... Х
«Территория Х» — второй сольный альбом Константина Селезнёва («Фактор Страха»), который вышел 9 июня 2011 года.

## История создания
Альбом вышел на лейбле «CD-Maximum» 9 июня 2011 года, в этот же день состоялась автограф-сессия музыкантов и продажа релиза в московском музыкальном магазине «Сент-Оноре» в 17:30.

## Отзывы критиков
(<…>) Вот и в этот раз «Территория... [Х]» заставляет регулярно приоткрывать рот, слушая такую нетипично позитивную и даже где-то легкомысленную композицию как «Весна» или пропитанную светлой грустью воздушную балладу «Память Прошлого Дня». Но самым интересным и ценным трэком на диске стала заключительная композиция «Всё Сначала» с вокалом Илья Александрова, которая изначально планировалась для последнего альбома «Фактора Страха», но по каким-то причинам туда так и не вошедшая. Нельзя не упомянуть также и мультимедийную секцию, на которой вы увидите концертные клипы «Ночь» и «Выше Сил» — весьма приятный и уместный бонус.— Рецензия из журнала «DarkCity» 

## Список композиций
| №   | Название               | Длительность |
| --- | ---------------------- | ------------ |
| 1.  | «Святой»               | 3:32         |
| 2.  | «Мне тебя жаль»        | 4:48         |
| 3.  | «Снег»                 | 5:15         |
| 4.  | «Весна»                | 4:35         |
| 5.  | «Память прошлого дня»  | 4:30         |
| 6.  | «Каждый за себя»       | 4:29         |
| 7.  | «Не улетай»            | 4:00         |
| 8.  | «Пир богов»            | 4:14         |
| 9.  | «Всё сначала»          | 4:37         |
| 10. | «Ночь» (видеоклип)     | 5:36         |
| 11. | «Выше сил» (видеоклип) | 5:03         |

## Участники записи
| Константин Селезнёв | — вокал (3), бас-гитара, гитара, клавишные, ударные |
| Дмитрий Борисенков  | — вокал (1, 6)                                      |
| Денис Машаров       | — вокал (2)                                         |
| Владимир Насонов    | — вокал (4, 7)                                      |
| Максим Самосват     | — вокал (5)                                         |
| Михаил Сидоренко    | — вокал (8)                                         |
| Илья Александров    | — вокал (9)                                         |